# Moscheea Azizyie
Moscheea Azizyie sau Geamia Sultanului Abdulaziz este lăcașul de cult reprezentativ al comunității musulmane din municipiul Tulcea.
Geamia aflată în centrul Tulcea a fost ctitorită de Sultanul Abdulaziz și este cea mai mare geamie din Dobrogea. A fost restaurată în 1970. Covoarele au fost donate din Turcia și minaretul a fost ridicat prin sprijinul Republicii Turcia.
Clădirea, situată pe str. Independenței nr. 2, este înscrisă în Lista monumentelor istorice din județul Tulcea cu codul LMI TL-II-m-A-05984.

## Construcția
Construcția cuprinde o cameră, sala de rugăciuni a credincioșilor musulmani. La intrarea din față, în interior, este prevăzută cu o treaptă înaltă unde credincioșii își lasă încălțămintea. Lângă clădire se află minaretul înalt de 25 m, cu un diametru de 3,55 m. Este construită din piatră, cărămidă și lemn.